# Máximo Banguera
Máximo Banguera, né le 16 décembre 1985 à Guayaquil, est un footballeur équatorien. Il évolue au poste de gardien de but au Neranja Mekanica.

## Biographie
Máximo Banguera évolue avec le Club Deportivo Espoli à Quito de 2004 à 2008. Il joue ensuite pour le Barcelona SC, dans sa ville natale de Guayaquil, depuis 2009.
Banguera joue son premier match avec l'équipe nationale en 2008. Il fait partie de l'équipe équatorienne à la Copa América 2011, mais ne joue aucun match. Il participe ensuite à la qualification de son équipe à la Coupe du monde de football de 2014 puisqu'il joue trois matchs pendant les éliminatoires.
En juin 2014, le sélectionneur Reinaldo Rueda annonce que Banguera est retenu dans la liste des 23 joueurs pour jouer la Coupe du monde 2014 au Brésil.

## Palmarès
- Champion d'Équateur en 2012 avec le Barcelona SC[2].